# Shion Niwa
Shion Niwa (født 18. juni 1994) er en japansk fodboldspiller, som spiller for den japanske fodboldklub Ehime FC.